# 월요일이 사라졌다
《월요일이 사라졌다》(영어: What Happened to Monday)는 2017년 제작된 영국, 미국, 프랑스, 벨기에의 SF 영화이다.
노미 라파스가 일곱 쌍둥이 자매를 1인 7역으로 연기하였다.

## 줄거리
21세기 중반, 지구는 이상 기후와 과잉 인구로 인해서 자원이 감소하고 전쟁이나 이민 문제가 반복되어 주요 국가는 모두 멸망하고 유럽 연합 국가가 새로운 강대국으로 군림하고 있었다.
게다가 유전자 조작물 영향으로 인한 많은 출생의 증가로 강제적인 인구 억제가 되고 있었다. 그것은 둘 이상의 아이를 출산시켰을 경우에 아동 분배국에 의해 부모와 떨어져 고갈된 지구의 자원이 회복하는 날까지 냉동 보존되는 것이다.
그러던 중에 셋맨의 집에서 일곱 쌍둥이 자매가 태어나게 된다. 월요일부터 일요일까지 각 요일의 이름을 붙인 그녀들은 각각이 해당 요일에만 외출할 수 있으며 7명이 1사람의 인격 카렌 셋맨을 연기하는 것으로 아동 분배국을 속이고 있었다.
하지만, 2073년의 어느날, 30세가 된 일곱 쌍둥이 자매의 장녀 먼데이가 외출하고 밤이 되어도 돌아오지 않는 상황이 발생했다. 이에 따라서 일곱 쌍둥이 자매의 일상이 꼬이기 시작한다.

## 등장 인물
- 카렌 셋맨 역(1인 7역: 먼데이 / 튜즈 데이 / 웬즈데이 / 써스데이 / 프라이데이 / 새터데이 / 선데이)：노미 라파스(아역: 클라라 리드)
- 테렌스 셋맨 역: 윌럼 더포
- 니콜렛 케이먼 역: 글렌 클로스
- 아드리안 놀즈 역: 마르반 켄자리
- 조 역: 크리스티안 루벡
- 제리 역: 폴 스베레 발헤임 하겐
- 에디 역: 토미와 에던
- 집행자 리더 역: 베가 호엘
- 찰스 베닝 역: 로버트 와그너
- 의사 역: 산티아고 카브레라
- 집행자 역: 스티그 프로드 헨릭슨

## 한국판 성우진(KBS)
- 소연 - 카렌 셋맨(노미 라파스)
- 이선영 - 니콜렛 케이먼(글렌 클로스)
- 김준 - 테렌스 셋맨(윌럼 더포)
- 위훈 - 조(크리스찬 루벡)
- 장민혁 - 아드리안(마르반 켄자리)
- 전인배 - 암살 요원(카메론 잭)
- 은미 - 요원(캐시 클레어)
- 사문영 - 어린 카렌(클라라 리드)
- 신범식 - 제리(폴 스베레 발헤임 하겐)
- 전영수 - 의사(세실리 모슬리)
- 석승훈 - 의사(산티아고 카브레라)
- 이규창 - 에디(토미와 에던) / 의사(나디브 몰초)
- 이명호 - 소녀(라라 데카로)